# Antirrhea archaea
Espèce
Antirrhea archaea est une espèce de lépidoptères de la famille des Nymphalidés et du genre Antirrhea.

## Dénomination
Antirrhea archaea a été décrit par Jakob Hübner en 1822.

## Écologie et distribution
Antirrhea archaea est présent au Brésil.

### Protection
Pas de statut de protection particulier